# Semaeopus pallida
Semaeopus pallida là một loài bướm đêm trong họ Geometridae.